# Marinus Adrianus Koekkoek
Pour les articles homonymes, voir Koekkoek.
Marinus Adrianus Koekkoek, parfois appelé l'Ancien, né le 25 septembre 1807 à Middelbourg et mort le 28 janvier 1868 à Hilversum, est un peintre paysagiste et marin néerlandais du XIXe siècle.

## Biographie

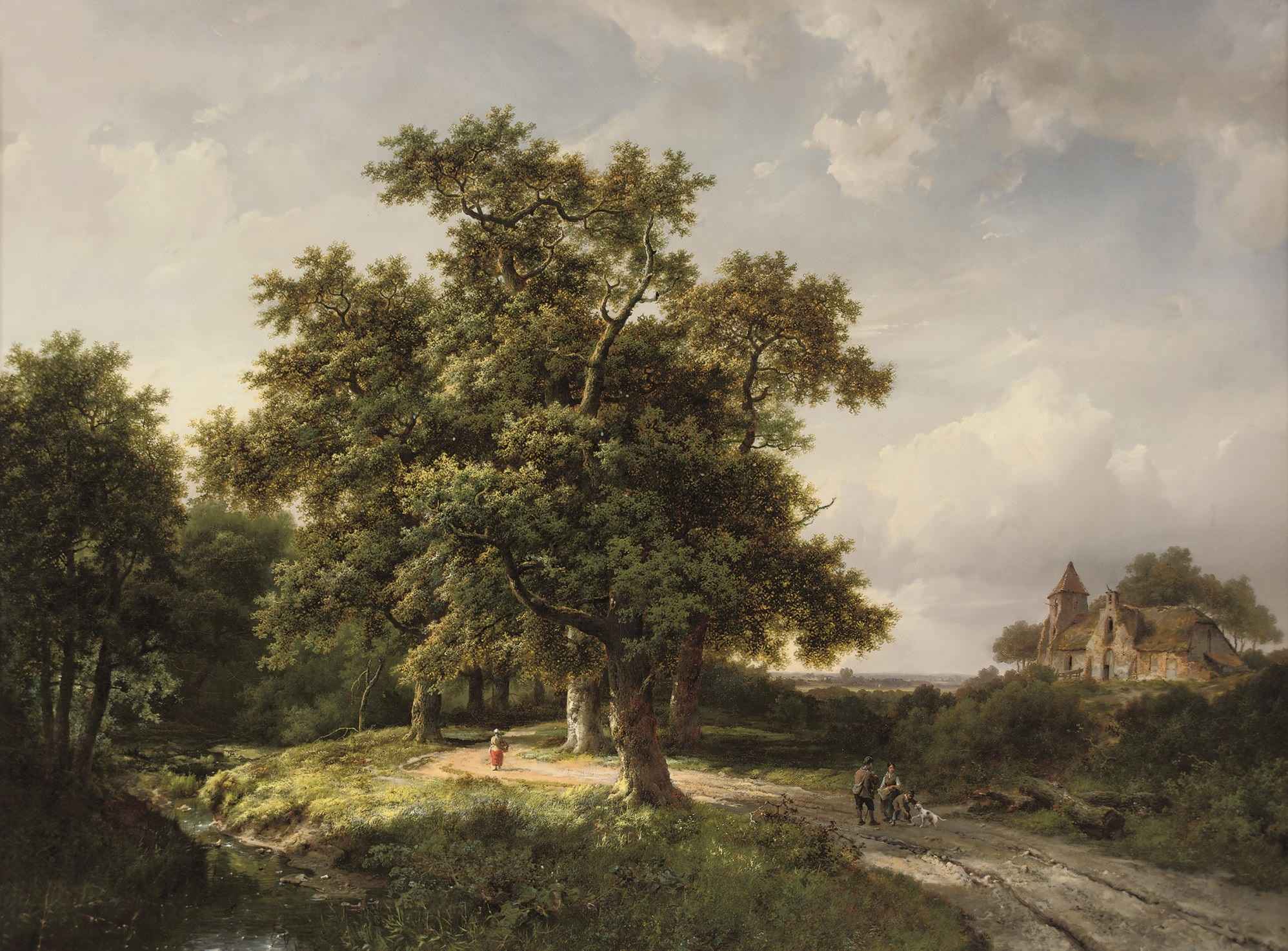
Personnages sur un chemin forestier

Il est membre de la famille d'artistes Koekkoek ; deuxième fils de l'artiste marin Johannes Hermanus Koekkoek (en), frère de Barend Cornelis, Johannes Koekkoek (de), et Hermanus Koekkoek. Son fils est le peintre paysagiste Hendrik Pieter Koekkoek (en).
Marinus et ses frères reçoivent leurs premières leçons d'art de leur père, qui leur fournit conseils et assistance tout au long de leur carrière. Au début, il travaille comme peintre décorateur.
Il s'établit comme peintre indépendant à Amsterdam en 1836. L'année suivante, il s'installe à Kleef et adopte la peinture paysagiste. À partir de 1838, il alterne entre Hilversum et Amsterdam. Il s'installe finalement à Amsterdam en 1854 et y reste jusqu'à sa mort, à l'âge de soixante ans. Il collabore à plusieurs reprises avec Eugène Verboeckhoven pour illustrer ses paysages de bétail et animaux.
Au début, il ne peint que des paysages. Plus tard, il s'est étendu aux portraits, aux animaux et aux scènes maritimes. Il reçut une médaille d'argent pour ses paysages de la part de la société Felix Meritis en 1847. Plusieurs de ses œuvres ont été vendues en Allemagne et en Angleterre.